# Сеййо

Сеййо́ (яп. 西予市, せいよし, МФА: [sei̯jo ɕi̥]?) — місто в Японії, в префектурі Ехіме. Розташоване в західній частині префектури, на узбережжі моря Ува, складовій частині Внутрішнього Японського моря.    Отримало статус міста 2004 року. Площа становить 514,79 км². Станом на 1 липня 2012 року населення складало 41 043  осіб, густота населення — 79,7 осіб/км².  Основою економіки є рибальство, сільське господарство, лісництво.  В місті розташовані чисті води джерела Канон і школа Каймей, найстарша початкова школа в Західній Японії, заснована 1882 року. 

## Історія
Засноване 1 квітня 2004 року шляхом злиття таких населених пунктів:
- містечка Акехама повіту Хіаші-Ува (東宇和郡明浜町)
- містечка Ува (宇和町)
- містечка Номура (野村町)
- містечка Шірокава (城川町)
- містечка Ува повіту Ніші-Ува (西宇和郡三瓶町)